# Герб комуни Ветланда
Герб комуни Ветланда (швед. Vetlanda kommunvapen) — символ шведської адміністративно-територіальної одиниці місцевого самоврядування комуни Ветланда. 

## Історія
Герб було розроблено 1925 року для міста Ветланда.    
Після адміністративно-територіальної реформи, проведеної в Швеції на початку 1970-х років, муніципальні герби стали використовуватися лишень комунами. Цей герб був 1971 року перебраний для нової комуни Ветланда.
Герб комуни офіційно зареєстровано 1974 року.

## Опис (блазон)
У золотому полі синій перев’яз вліво, на якому золотий колос пшениці зі стеблом і двома листочками.

## Зміст
Сюжет герба походить з давньої печатки. Пшеничний колос вказує на назву міста (швед. vete=пшениця).